# Leb ich oder leb ich nicht, BWV Anh. 191
Leb ich oder leb ich nicht, BWV Anh. 191 (Visc o no visc) és una cantata perduda de Bach, estrenada probablement a Weimar el 19 de maig de 1715, per al quart diumenge després de Pasqua; el text és de Salomo Franck.